# Vecāķi
Vecāķi es un barrio de la ciudad de Riga, Letonia.

## Superficie
Posee una superficie de 2,303 kilómetros cuadrados (230,3 hectáreas).

## Población
Hasta 2021 presentaba una población de 1745 habitantes, con una densidad de población de 757,7 habitantes por kilómetro cuadrado.

## Transporte

### Rutas
- Autobús: 24, 29, 58.[1]